# Alexandru Borbely
Alexandru Borbely (12 dicembre 1900 – 26 agosto 1987) è stato un calciatore rumeno.

## Carriera
In carriera, Borbely giocò per il Belvedere Bucarest e per la Romania con la quale disputò il Mondiale 1930.